# Poste
Um poste, também conhecido como poste telefônico, poste de telecomunicações, poste telegráfico, poste de transmissão ou poste de energia, é uma estrutura vertical utilizada para suportar linhas aéreas de energia e vários outros serviços públicos, como cabos elétricos, cabos de fibra óptica e equipamentos relacionados, como transformadores e luzes de rua. Esses postes desempenham um papel crucial na infraestrutura elétrica, permitindo a distribuição de eletricidade e outros serviços por cabos suspensos a uma altura segura do solo.
Os postes podem ser feitos de diversos materiais, incluindo madeira, concreto, aço ou compósitos como fibra de vidro. A escolha do material depende de vários fatores, como custo, durabilidade e condições ambientais. Postes de madeira são comuns em áreas urbanas e rurais, enquanto postes de concreto são frequentemente usados em áreas onde a resistência a condições climáticas extremas é essencial. Postes de aço são conhecidos por sua durabilidade e capacidade de suportar cargas pesadas. 

## Uso
Os postes de energia são instalados ao longo das redes de distribuição elétrica e geralmente espaçados a intervalos regulares ao longo das vias públicas ou em áreas remotas. Eles servem como pontos de conexão para os cabos elétricos que transportam eletricidade de uma fonte de geração (como usinas hidrelétricas, termelétricas ou solares) para os consumidores finais.
A instalação e manutenção adequadas dos postes de energia são essenciais para garantir a segurança do público e a confiabilidade do fornecimento de eletricidade. Os postes devem ser inspecionados regularmente quanto a danos, desgaste e corrosão, e quaisquer problemas devem ser corrigidos prontamente para evitar falhas na rede elétrica.
Avanços na tecnologia de materiais e design estão levando a melhorias contínuas nos postes de energia, tornando-os mais resistentes, duráveis e eficientes. Além disso, estão sendo desenvolvidas soluções inovadoras, como postes inteligentes equipados com sensores para monitorar o desempenho da rede elétrica e detectar problemas precocemente.

## Galeria

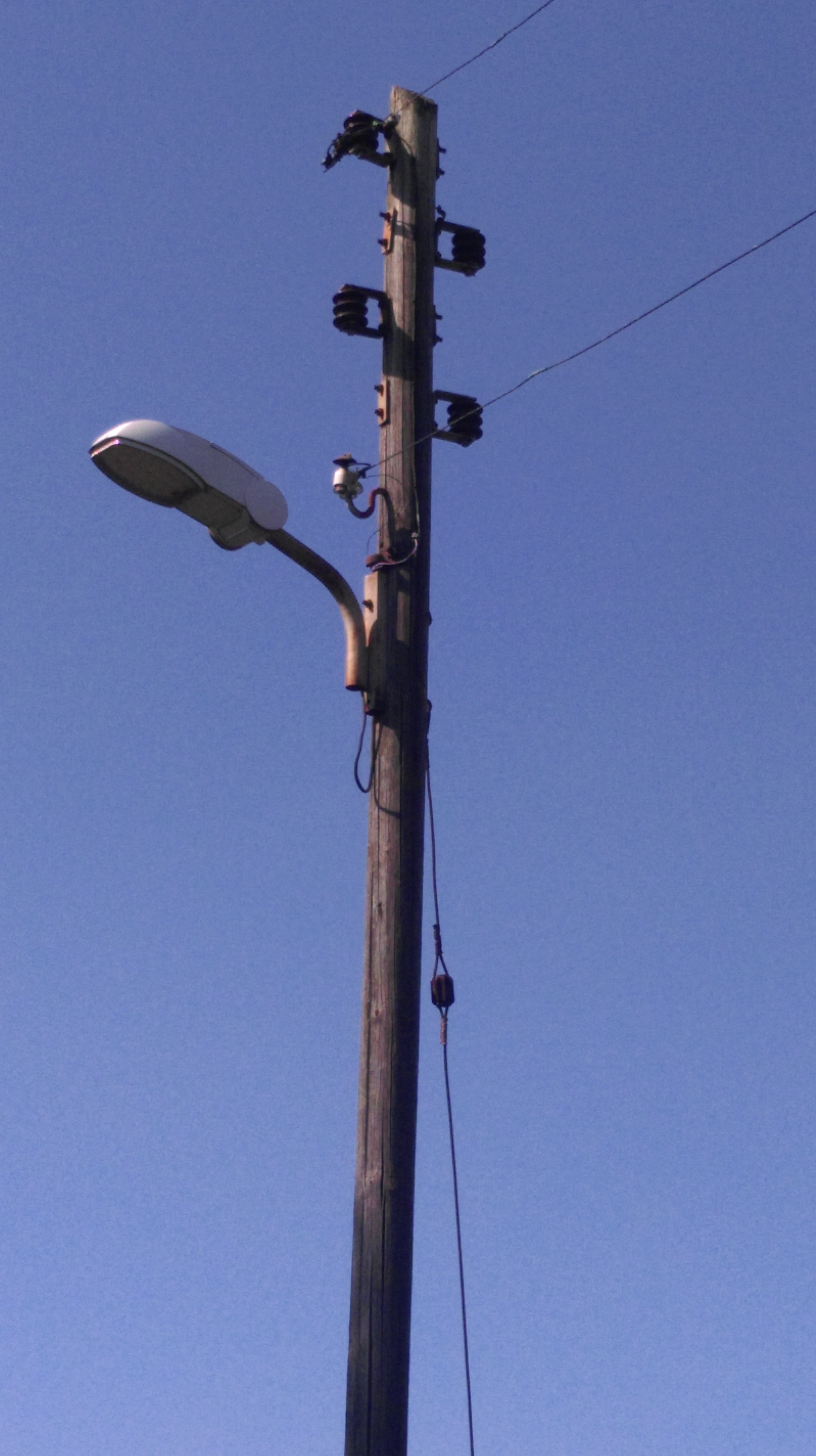
Um poste de eletricidade de tipo europeu
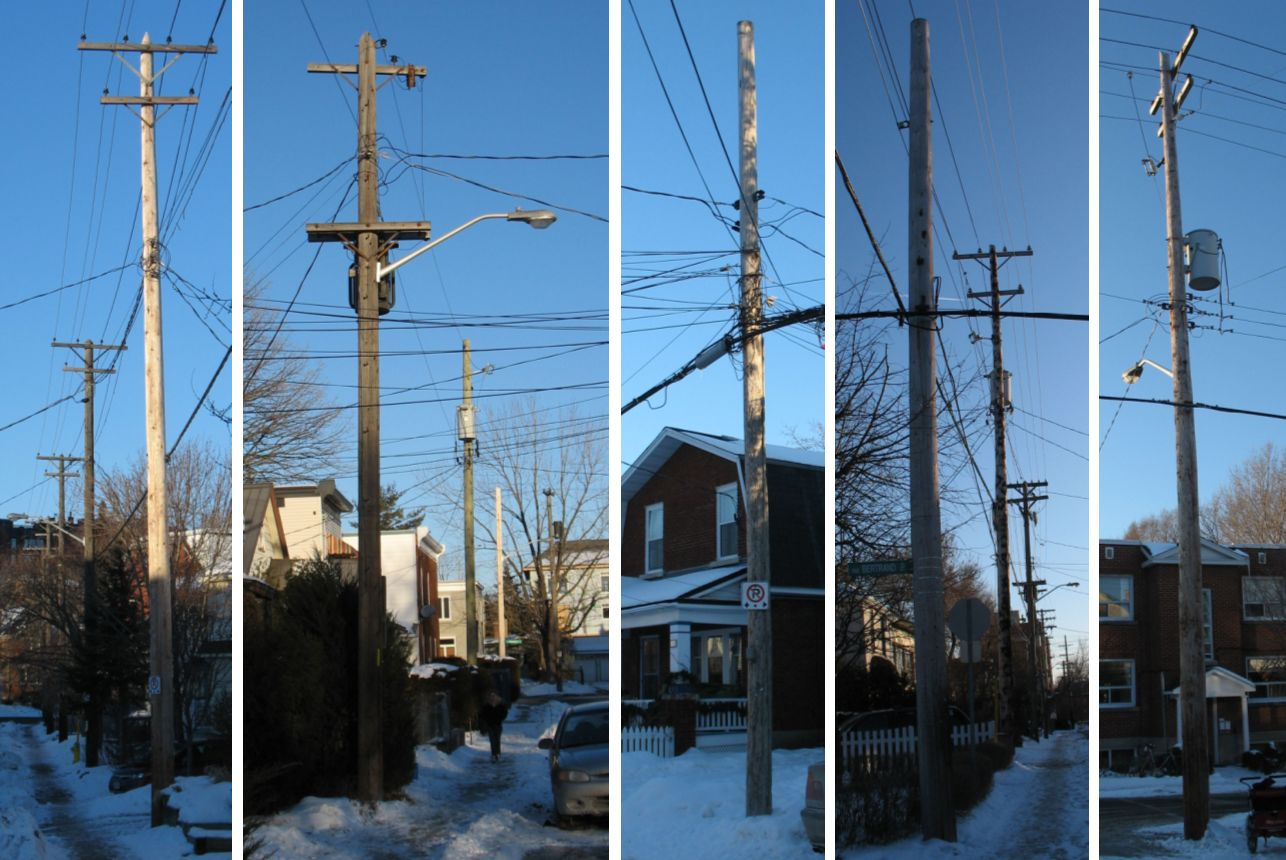
Diversos postes em Ottawa
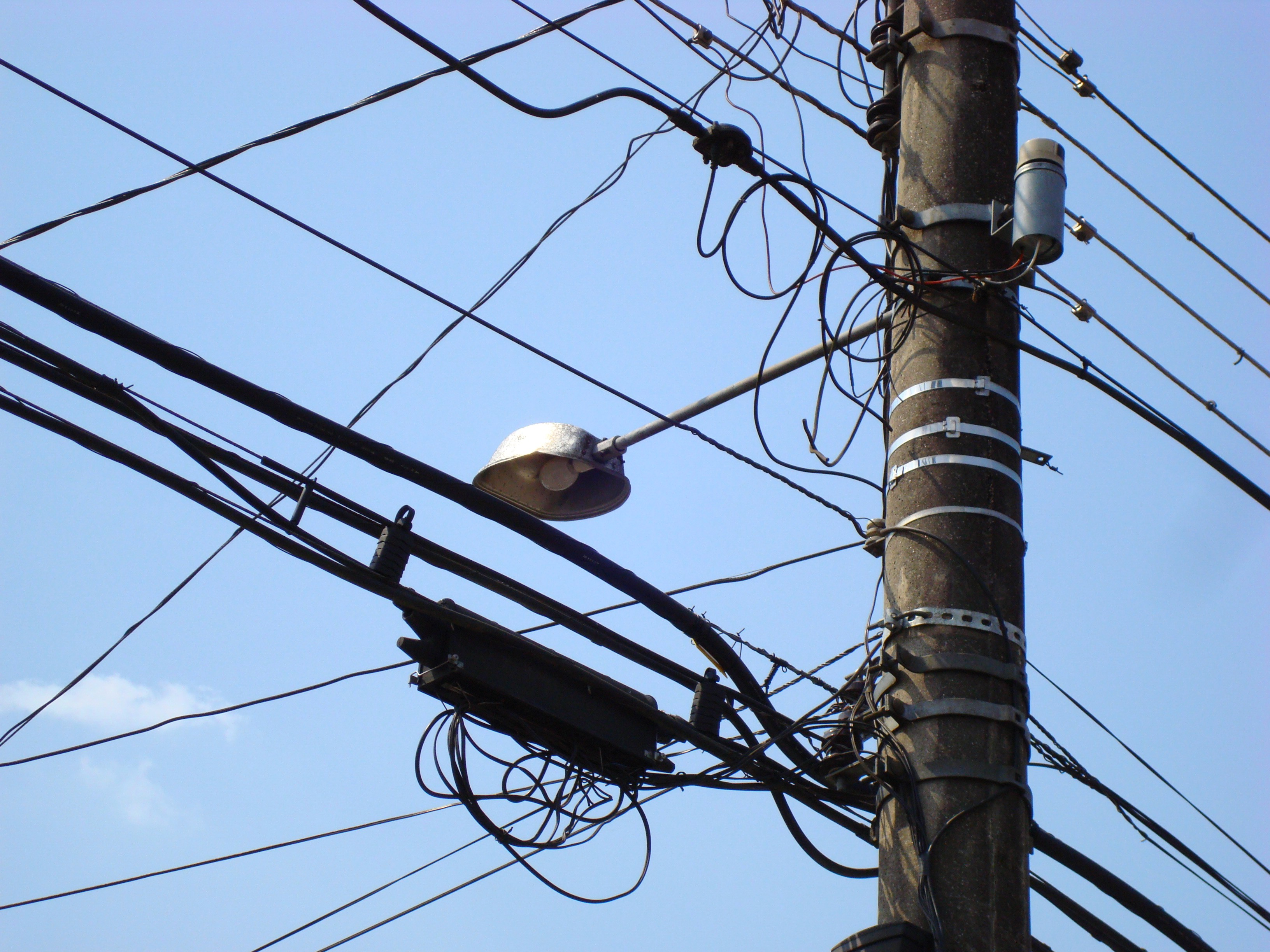
Detalhe da lâmpada de iluminação pública em poste de Curitiba
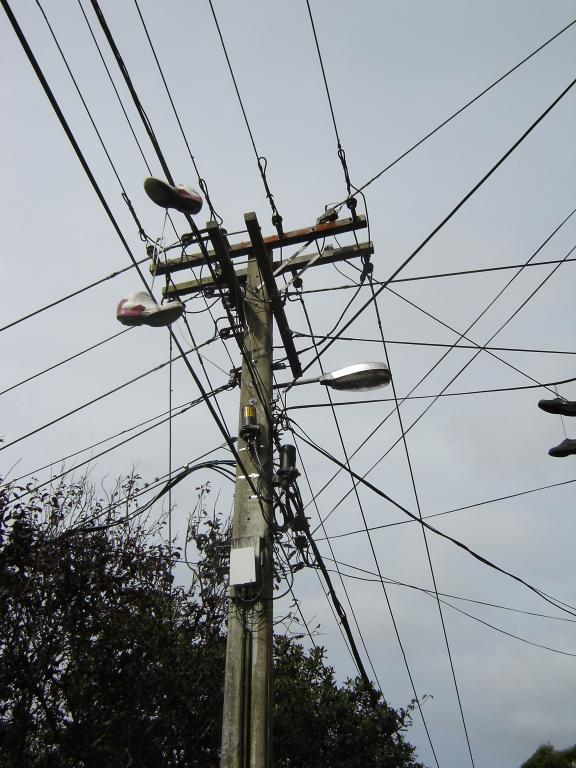
Poste de serviço público que suporta fios para distribuição de energia elétrica, cabo coaxial para televisão a cabo e cabo telefônico
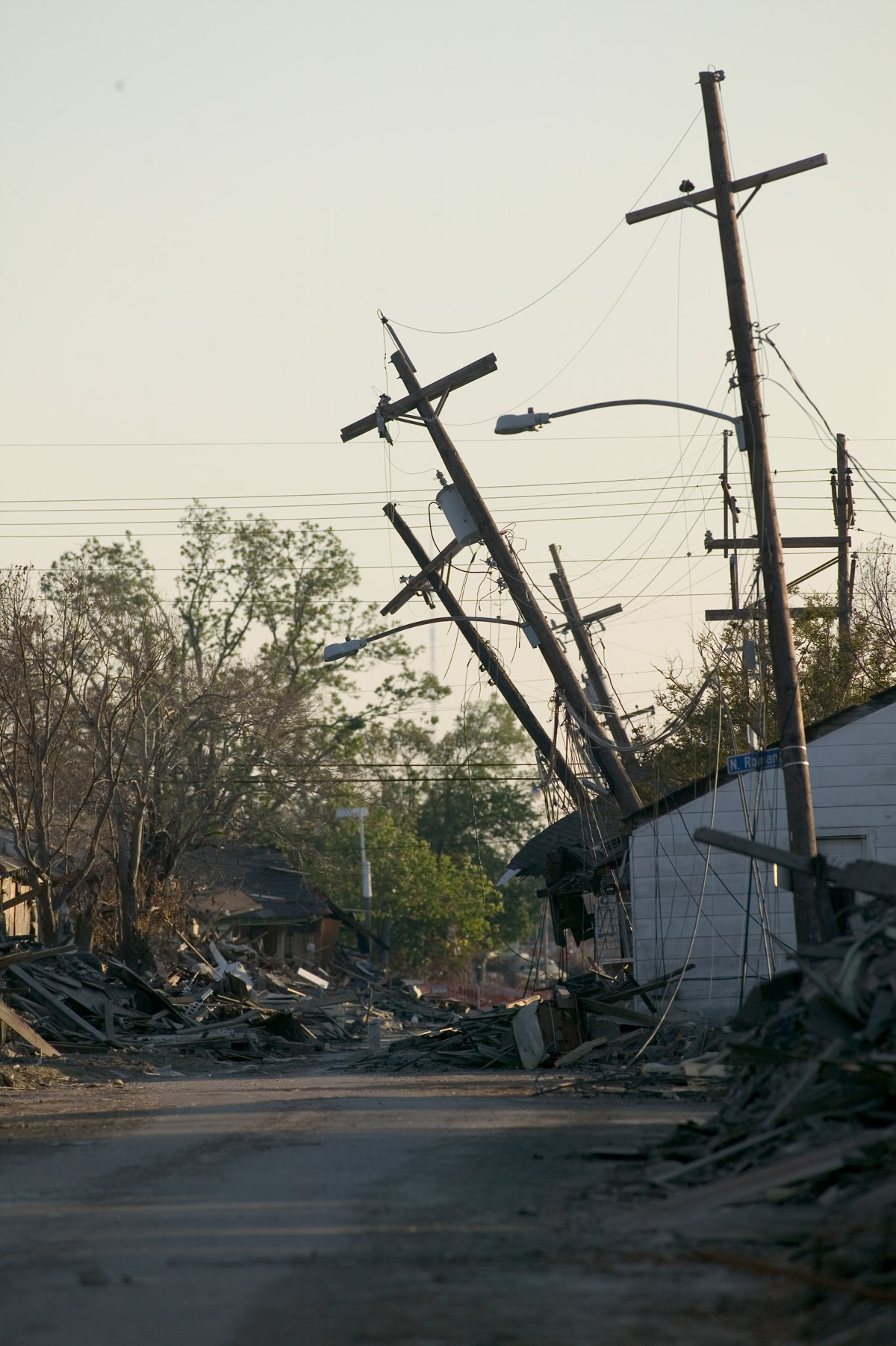
Postes de energia danificados em Nova Orleans devido ao furacão Katrina de 2005